# Annemarie Schraps
Annemarie Schraps (* 23. August 1936 in Oelsnitz/Vogtland; † 16. Oktober 2009 in Krefeld) war eine deutsche Politikerin der CDU.

## Ausbildung und Beruf
Annemarie Schraps machte nach dem Besuch der Oberschule in der DDR dort 1954 ihr Abitur. Sie legte 1955 in Westberlin das Zusatzabitur ab und absolvierte ein Hochschulstudium der Geologie in Braunschweig und Hannover. 1966 promovierte sie zum Dr. rer. nat. in Geologie und Baustoffkunde. 1966 trat sie als angestellte Lehrerin in den Schuldienst ein.

## Politik
Annemarie Schraps war seit 1969 Mitglied der CDU. Sie war Vorsitzende der Frauen-Union Krefeld bis zum Jahr 2000. Außerdem war sie stellvertretende Kreisvorsitzende Krefeld sowie Vorsitzende der Senioren-Union des Bezirks Niederrhein. Von 1975 bis 1994 war Schraps Stadträtin in Krefeld. In der Zeit von 1984 bis 1989 war sie 2. Bürgermeisterin in Krefeld. 
Von 1984 bis 1999 war sie Mitglied der Sparkassenzweckverbandsversammlung. Weitere Ämter: Vorsitzende des Arbeitskreises Krefelder Frauenverbände und Vorsitzende des Vereins Sport für betagte Bürger e. V. Krefeld. Außerdem fungierte sie als stellvertretende Vorsitzende von „Donum vitae“ Krefeld und der Stiftung Lebenshilfe Krefeld.
Annemarie Schraps war vom 31. Mai 1990 bis zum 2. Juni 2005 Mitglied des 11., 12. und 13. Landtags von Nordrhein-Westfalen, in den sie jeweils über die Landesliste einzog.

## Ehrungen
Für ihre politische Arbeit als Ratsfrau und Landtagsabgeordnete, als Gründerin und Vorsitzende des Vereins Sport für betagte Bürger und als Förderin sozialer Aktivitäten wurde ihr der Verdienstorden des Landes Nordrhein-Westfalen und das Bundesverdienstkreuz am Bande verliehen. Der Georg von Opel-Preis in der Kategorie „Ehrenamtliche Helfer“ wurde ihr 1999 zuerkannt.